# Diploglossus lessonae
Espèce
Synonymes
- Diploglossus tenuifasciatus Parker, 1924

Statut de conservation UICN

 LC  : Préoccupation mineure
Diploglossus lessonae est une espèce de sauriens de la famille des Diploglossidae.

## Répartition
Cette espèce est endémique du Brésil. Elle se rencontre au Ceará, au Rio Grande do Norte, au Paraíba et au Pernambouc.

## Étymologie
Cette espèce est nommée en l'honneur de Michele Lessona.

## Publication originale
- Peracca, 1890 : Descrizione di una nuova specie del gen. Diploglossus Wiegm. Bollettino dei Musei di Zoologia ed Anatomia Comparata della R. Università di Torino, vol. 5, no 77, p. 1-5 (texte intégral).